# きみえ
きみえ（英表記、Kimie、1990年12月30日 - ）は、日本のお笑い芸人。かつての所属事務所はオフィスバード。

## 略歴
吉本総合芸能学院東京15期生を経て2010年に舞台デビュー。デビュー時期にはオクター部（後藤大輔、野上優成）、鈴木ショウ、野口優樹らと笑いを追求するコント劇団イナスリム企画のメンバーとしても活動。
ギターでの弾き語りができることからシンガーソングライターとしてもライブに出ており、これが縁となりミュージックライブやアイドルライブのMCなども頻繁に行っている。

## 人物
イナスリム企画時代は紅一点として活動。ユニットとしてニコニコ動画に動画を挙げていた当時はロングヘアーだったが、ピン芸人1本となってからはショートカット。大きめの服にジャージというスタイルであることが多く、小さく丸まることを特技とする。
体が柔らかく、お辞儀をするときは立位体前屈の要領で頭と足をぴったりとつけている
芸風は一貫してシュールな世界観で繰り広げるひとりコント。
活動当初の一人称は「ぼく」だったが、現在は「わし」「自分」を良く使う。

## 出演

### テレビ
- アイドルの穴〜日テレジェニックを探せ!〜 （2014年 - 、TBS）
- ウチのガヤがすみません！（2015年12月11日、日本テレビ）[3]

### ラジオ
- 福島環の「どうか聞いて下さい！2nd Season」（2017年1月31日、3月28日、7月25日、11月7日、12月5日、ぷちFM897すみだリヴァー）‐不定期ゲストパーソナリティー
- 福島環の「どうか聞いて下さい！3rd Season」（2018年1月9日‐、ぷちFM897すみだリヴァー）‐毎月第1火曜日[注 1]パーソナリティー

### ウェブテレビ
- いちご姫のいちごチャンネル（2014年3月31日、ニコニコ生放送）
- ニコジョッキー・奉納!さとあず神社（2018年6月‐、ニコニコ生放送など）ゲスト出演を経てレギュラーMC
- メガネが似合う奴を結局探す　第2回より出演（2018年5月‐、YouTubeメガネが似合う奴を結局探すチャンネル）
- 女芸人トークバラエティ番組「寝言をぶっとばせ！」（2018年‐、ON AIR TV）

### ウェブドラマ
- 女子高生クイズチャンネル（2018年3月3日、YouTube・メガネが似合う奴を結局探すチャンネル）‐吉野きみえ役
- そんなわけでタガが外れればどうにかなるだろ（2017年6月、YouTube・メガネが似合う奴を結局探すチャンネル）

### イベント
- アニソンボカロBOX（2017年‐、新高円寺カナデミア）‐進行MC
- 女芸人オンリー合同コントライブ『TURQUOISE（ターコイズ）』（2017年6月10日、東京・阿佐ヶ谷アートスペースプロット）[4]
- 新道竜巳女芸人フェス（2018年5月19日、東京・新宿Fu-）[5]

### CM
- 東京とんこつ 萬燈行 アレアレア立川店

### 書籍
- 呪いの心霊解体新書（2016年7月8日、マガジンボックス） ‐ 取材協力